# Ryby denne
Ryby denne, ryby dymersalne – gatunki ryb zdolnych do życia strefie dennej.

## Występowanie
Ryby denne zamieszkują roślinność porastającą dno morskie lub leżące na powierzchni dna, niektóre też zdolne do rycia w mulistym podłożu; wyróżnia się gatunki okresowo przebywające w toni wodnej.

## Charakterystyka
Wśród większości ryb dennych nie obserwuje się opływowego kształtu, czego przykładem są płastugowate i węgorzowate.

## Przedstawiciele
Do ryb dennych zalicza się m.in.:
- płastugowate
- węgorzowate
- dorsza